# Stanislav Langer
Stanislav Langer (21. února 1924 Mnichovo Hradiště – 29. června 2004 Hradec Králové) byl český klinický psycholog a vysokoškolský učitel, autor pedagogicko-psychologických výzkumných prací i knižních publikací.

## Biografie
Narodil se v Mnichově Hradišti. Po maturitě na gymnáziu nastoupil v roce 1945 na Filozofickou fakultu Masarykovy univerzity v Brně, kde studoval obor čeština – filosofie. Po ukončení studia v roce 1948 pokračoval v přípravě na doktorát filozofie – obor psychologie. Doktorát složil v roce 1951. V roce 1963 obhájil kandidaturu věd a v roce 1968 docenturu, obojí z oboru psychologie.
Do zaměstnání nastoupil v roce 1949 na základní škole v Doksech. Dále vyučoval na základní škole v Semilech a na uměleckoprůmyslové škole sklářské v Železném Brodě. V roce 1952 nastoupil jako klinický psycholog do poradny ve zdravotnictví v Hradci Králové. Odtud přešel v roce 1960 na Pedagogický institut, později Pedagogickou fakultu v Hradci Králové. Zde působil až do roku 1980, kdy přešel na Pedagogickou fakultu Univerzity Jana Evangelisty Purkyně v Ústí nad Labem. Současně působil i externě na Vysokém učení technickém v pedagogickém studiu inženýrů.
Během své učitelské činnosti se věnoval především výzkumné činnosti na školách i ve zdravotnictví. Na toto téma psal publikace do periodických psychologických, pedagogických i zdravotnických časopisů. Zároveň vydal i několik knižních publikací. Spolupracoval též s Vysokou školou v Drážďanech. Byl průkopníkem poradenské psychologie v republice, spoluzakladatelem první lékařsko-psychologické poradny (společně s MUDr. Miroslavem Novákem) a zakladatelem psychologické poradny na základní škole v Chlumci nad Cidlinou v 50. a 60. letech). Po odchodu do důchodu pokračoval ve výzkumné činnosti v poradnách. Provedl více než 9 000 psychologických vyšetření a zpracoval je ve svých výzkumných pojednáních. V roce 1990 obhájil velmi úspěšně doktorát věd z psychologie, ale ten mu později univerzitní komise z neznámých důvodů zamítla.
Kromě činnosti v oboru psychologie se věnoval amatérersky mineralogii. V Klenotnici drahých kamenů v Nové Pace je jeho fotografie s ostatními sběrateli minerálů. Nejlepší ukázky z jeho bohatých sbírek byly věnovány nejen novopacké Klenotnici, ale také Muzeu Českého ráje v Turnově a Národnímu muzeu v Praze.
Jeho manželkou byla česká středoškolská pedagožka, filoložka a autorka jazykových a gramatických publikací PhDr. Věra Langrová (1925).

## Vědeckovýzkumná činnost
Podílel se jako řešitel a spoluřešitel těchto výzkumných úkolů státních i rezortních:
- Posuzování zdravotní způsobilosti dorostu k povolání ve spolupráci dorostového lékaře a psychologa (s MUDr. Miroslavem Novákem). Za uvedenou práci obdrželi autoři čestné uznání ministerstva zdravotnictví (1959)
- Poradenství pro volbu povolání u mládeže a dospělých se změněnými pracovními schopnostmi z psychologického hlediska ve Velké Británii, v Dánsku, v Německé spolkové republice, v SSSR aj. (1971)
- Analýza případů z psychologické poradny na základní škole
- Modely pro psychologickou diagnostiku a výchovu žáků
- Výzkum o motivaci učení
- Psychodiagnostické a výchovné modely
- Mentální retardace

Výsledky výzkumných prací byly uveřejněny ve formě statí a monografií.

## Dílo

### Knižní publikace samostatné
- Modely pro psychologickou diagnostiku a výchovu žáků. Neprospěch a poruchy chování. Hradec Králové, Pedagogická fakulta 1968, 247 s.
- Modely pro psychologickou diagnostiku a výchovu žáků. 2. přepracované vydání. Státní pedagogické nakladatelství, n.p. Praha 1987. 248 s. Číslo publikace: 1721-5453.
- Vývoj některých výchovných a osobnostních faktorů u žáků základní školy. Příspěvek k diagnostice duševního vývoje. Hradec Králové, Pedagogická fakulta 1976, 328 s., číslo publikace: 59-142-75.
- K etiologii vlastností osobnosti z hlediska rodinné výchovy. Příspěvek k teorii diagnostických, výchovných a osobnostních modelů a k typologii osobnosti. Hradec Králové, Pedagogická fakulta 1980, 446 s., číslo publikace: 60-209-80.
- Mentální retardace. Etiologie, diagnostika, profesiografie, výchova. Hradec Králové, Krajská pedagogicko-psychologická poradna, 1990, 244 s. ISBN 80-900254-8-X – (3. vydání)
- Mládež problémová, její typy a možnosti uplatnění. Diagnostické, výchovné a profesiografické modely. Hradec Králové, Naklad. KOTVA 1994, 450 s. ISBN 80-900254-3-9, 2. vydání 2008.
- Diagnostikování problémových žáků pomocí diagnostických modelů a diagnostického klíče (Experiment). Hradec Králové, KOTVA, 1998, 155 s.
- Problémový žák na prvním stupni základní školy (školy obecné) s úvodem do problematiky školní zralosti dítěte. Hradec Králové, Naklad. KOTVA 1999, 388 s. ISBN 80-900254-5-5.
- Problémový žák v době dospívání na základní škole a v nižších třídách gymnázia. Nakladatelství KOTVA, Hradec Králové 2001. ISBN 80-902210-0-9.
- Předlohy pro hodnocení osobnosti žáků. Příspěvek k problematice školní diagnostiky na základních a středních školách. Hradec Králové, KOTVA 2002, 355 s. ISBN 80-902210-4-1, 2. vydání 2003, 3. vydání 2006.
- Algoritmy myšlení a možnosti jejich rozvíjení. Příspěvek k teorii myšlení a k problematice učení. Nakladatelství Hradec Králové 2004, 388 s. ISBN 80-902210-3-3.
- Modely a klíče pro psychologickou diagnostiku žáků. Výběr z původní publikace Modely pro psychologickou diagnostiku a výchovu žáků. Nakladatelství KOTVA Hradec Králové 2006. ISBN 80-902210-5-X.

### Knižní publikace s jinými autory
- Interpersonální vztahy v nár. podniku Papcel Litovel. Pardubice. Vysoká škola chemickotechnologická 1967/68, 116 s. Autoři: Kocan, M. – Langer, S.
- Problematika osobnosti vedoucích pracovníků v nár. podniku Papcel Litovel. Pardubice, Vysoká škola chemickotechnologická 1967/68, 116 s. Autoři: Nováková A. – Langer S.
- Fluktuace v nár, podniku Papcel Litovel. Pardubice, Vysoká škola chemickotechnologická 1967/68, 143 s. Autoři: Zářecká, L. – Langer, S.

## Odborné články (výběr)
- Několik zkušeností se zařazováním dětí a mládeže do výchovných a léčebných zařízení. Pedagogika, 10, 1960, 3, 356–366
- K otázce zlepšení výuky psychologie na pedagogických institutech. Pedagogika , 13, 1962, 76–81
- Některé příčiny neúspěchů mládeže v povolání. Pedagogika, 13, 1962, 1, 35–70. Autoři: Langer, S. – Novák M.
- Některé zvláštnosti duševního vývoje dětí mongoloidních. Časopis lékařů českých, 102, 1963, 100–105
- Vývoj schopnosti členění jazykových textů u dětí ve věku 9–15 let. In: Sborník II Pedagogické fakulty v Hradci Králové. Praha, SPN 1965, 81–110.
- Faktory ovlivňující volbu povolání do zemědělství. In: Sborník Pedagogické fakulty v Hradci Králové, č. II, Praha, SPN 1966, 81–90
- Pokus s diagnostickým klíčem pro zjišťování příčin neprospěchu a vadného chování žáků. Pedagogika, 18, 1968, 2, 185–202
- Pokus s funkcí školního psychologa a psychologické poradny na základní devítileté škole. In: Sborník, č. IV Pedagogické fakulty v Hradci Králové. Praha, SPN 1968, 49–60.
- Pokus o určení křivky vývoje myšlení ve věku 9–15 let. Psychológia a patopsychológia dieťaťa, 4, 1969, 2, 133–150
- Pokus s psychologickými zkouškami při výběru posluchačů na Pedagogickou fakultu v Hradci Králové. In: Sborník Pedagogické fakulty v Hradci Králové, č. VI. Praha, SPN 1969, 85–100.
- Problém zákona vývojových skoků v myšlení dětí ve věku 9–15 let. Pedagogika, 20, 1970, 4, 581–606.
- Příspěvek k psychologické diagnostice duševního vývoje pomocí kresby. In: Sborník Pedagogické fakulty v Hradci Jrálové, č. XII. Praha, SPN 1970, 21–46.
- Psychologická poradna na základní škole. Psychológia a patopsychológia dieťaťa, 8, 1973, 265–282
- Některé vývojové křivky formálního deduktivního usuzování u dětí 8–15letých. In: Sborník Pedagogické fakulty v Hradci Králové, č. XXV. Praha, SPN 1975, 135–164.
- Pokus o zjišťování reliability a hodnocení psychologických testů pomocí velikosti informace. Psychológia a patopsychológia dieťaťa, 10, 1975, 6, 490–501. Autoři: Langer, S. – Půlpán. Z.
- Hodnocení vlastnosti osobnosti u osob se změněnou pracovní schopností II. Diagnostický klíč a tabulky pro zařazování do povolání. Praktický lékař, 57, 1977, 18, 642–647.
- K některým problémům osobnosti vychovatele. In: Sborník K otázkám celodenního výchovného systému. Praha, SPN 1978, 99–118.
- Zu einigen aktuellen Problemen des Unterrichts der Psychologie in der Vorbereitung der Lehrerstudenten an Pädagogischen Fakultäten. In: Zur Theorie und Praxis der Erziehung von Lehrerstudenten in Pädagogik- und Psychologieausbildung. Dresden, Pädagogische Hochschule, Sektion Pädagogik/Psychologie 1980, 147–155.
- Pokus o diagnostikování rodinné výchovy a typů osobnosti pomocí diagnostických modelů. Pedagogická fakulta v Ústí nad Labem, sborník řady pedagogicko-psychologické. Praha, SPN 1983, 63–85.
- Erfahrungen bei der Entfaltung schöpferischer pädagogischer Tätigkeit der Lehrerstudenten in Seminaren der pädagogischen Psychologie. In: Das schöpferische in der didaktischen und diagnostischen Planungstätigkeit des Lehrers. Pädagogische Hochschule, Dresden. Dresdner Reihe zur Forschung 12/84, 85–92.
- Hilfen für den Lehrer in der diagnostischen Entscheidungsfindung. Symposium mit internationaler Beteidigung zum Thema: „Psychodiagnostik in der Schule.“ Pädagogische Hochschule, Dresden. Thematische Reihe Pädagog./Psych., 20. Jahrgang 1986, 107–114.
- Vývoj motivů učení u žáků základní školy. Pedagogická fakulta v Ústí nad Labem, sborník řady pedagogicko-psychologické. Praha, SPN 1986, 103–137.
- Semilongitudinální šetření vývoje osobnosti absolventů zvláštních škol. Psychológia a patopsychológia dieťaťa, 1992, 3, 223–235. Autoři: Langer, S. – Novotná, J.